# Pădurea Babadag - Codru
Pădurea Babadag - Codru este o arie protejată de interes național ce corespunde categoriei a IV-a IUCN (rezervație naturală de tip forestier și floristic), situată în județul Tulcea pe teritoriul administrativ al orașului Babadag.

## Localizare
Aria naturală se află în partea central-estică a județului Tulcea (în Podișul Nord-Dobrogean, în sudul rezervației botanice Korum Tarla), pe teritoriul sudic al orașului Babadag, în apropierea drumului național DN22 care leagă localitatea Ovidiu de municipiul Tulcea.

## Descriere
Rezervația naturală declarată arie protejată prin Hotărârea de Guvern Nr.2151 din 30 noiembrie 2004 (privind instituirea regimului de arie protejată pentru noi zone), se întinde pe o suprafață de 524,60 hectare  și este inclusă în Parcul Național Delta Dunării (rezervație a biosferei) aflat pe lista patrimoniului mondial al UNESCO.

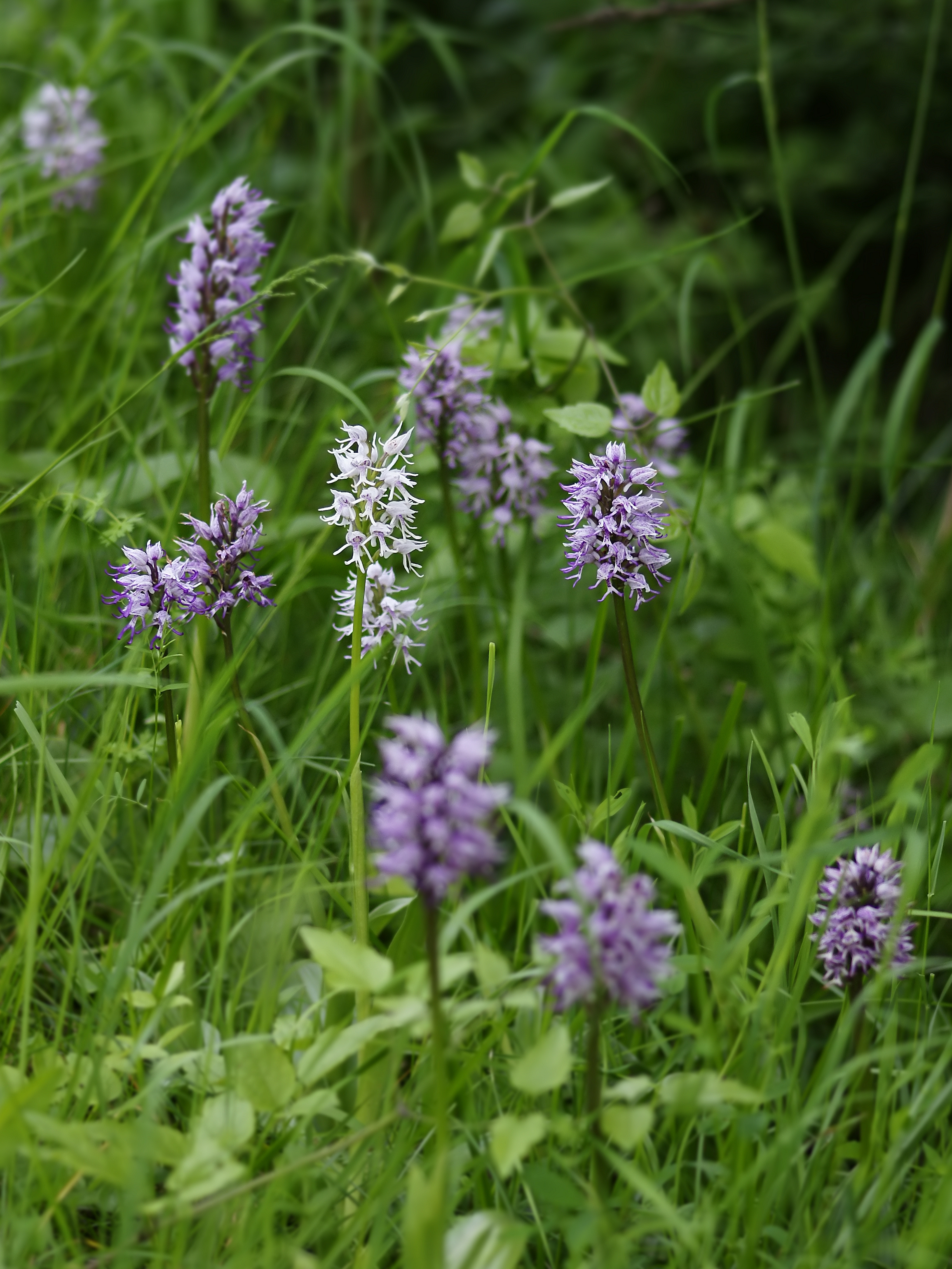
Pribolnic (Orchis simia)

Flora rezervației este constituită din arboret cu specii de stejar (Quercus robur, stejar brumăriu (Quercus pedunculiflora), stejar pufos (Quercus pubescens), tei argintiu (Tilia tomentosa), mojdrean (Fraxinus ornus), cărpiniță (Carpinus orientalis). 
La nivelul ierburilor sunt întâlnite mai multe specii vegetale rare, printre care: poroinic (cu specii de Orchis tridentata și Orchis purpurea), untul vacii (Orchis morio), pribolnic (Orchis simia), coșaci pontic (Astragalus ponticus), căpșunică (cu specii de Cephalanthera rubra și Cephalanthera damasonium), coada șoricelului (din specia Achillea clypeolata), centaurea (Centaurea marschalliana), brândușă (Crocus reticulatus), cimbru (Satureja caerulea), bujor românesc (Paeonia peregrina Mill. var. romanica), pir (Agropyron brandzae, specie endemică), pir crestat (Agropyron cristatum) sau specia de sărătură Koeleria lobata. 